# Обвинувачення
Обвинувачення — в кримінальному процесі діяльність уповноважених законом органів та осіб, а також потерпілого (його представника), яка полягає в доведенні винності особи, яка притягається до кримінальної відповідальності.